# Charles Perrot (político)
Charles Perrot (1642 - 10 de junho de 1686) foi um político inglês. Ele foi membro do Parlamento da Universidade de Oxford de 1679 até à sua morte.
Perrot foi educado no St John's College, em Oxford, e tornou-se bolsista em 1664.